# John Roberts (Ingenieur)
John Roberts  (* 1948 in Bristol) ist ein britischer Bauingenieur.

## Leben
Roberts studierte Bauingenieurwesen an der University of Sheffield, an der er über dynamische Überlastung von Stahlstrukturen promovierte. Er arbeitete als Ingenieur in der Bauaufsicht bei McAlpine und ab 1974 als Entwurfsingenieur bei Bertram Done. Danach war er bei Allott & Lomax in Manchester beschäftigt, die sich zu der Zeit viel mit Kernkraftwerken befassten. Roberts wurde Direktor bei Allott & Lomax, die 2000 von Babtie übernommen wurden. 2004 übernahm das amerikanische Anlagenbau-Unternehmen Jacobs Engineering Group Babtie und Roberts wurde Executive Director of Operations der Landesgesellschaft Jacobs UK. 

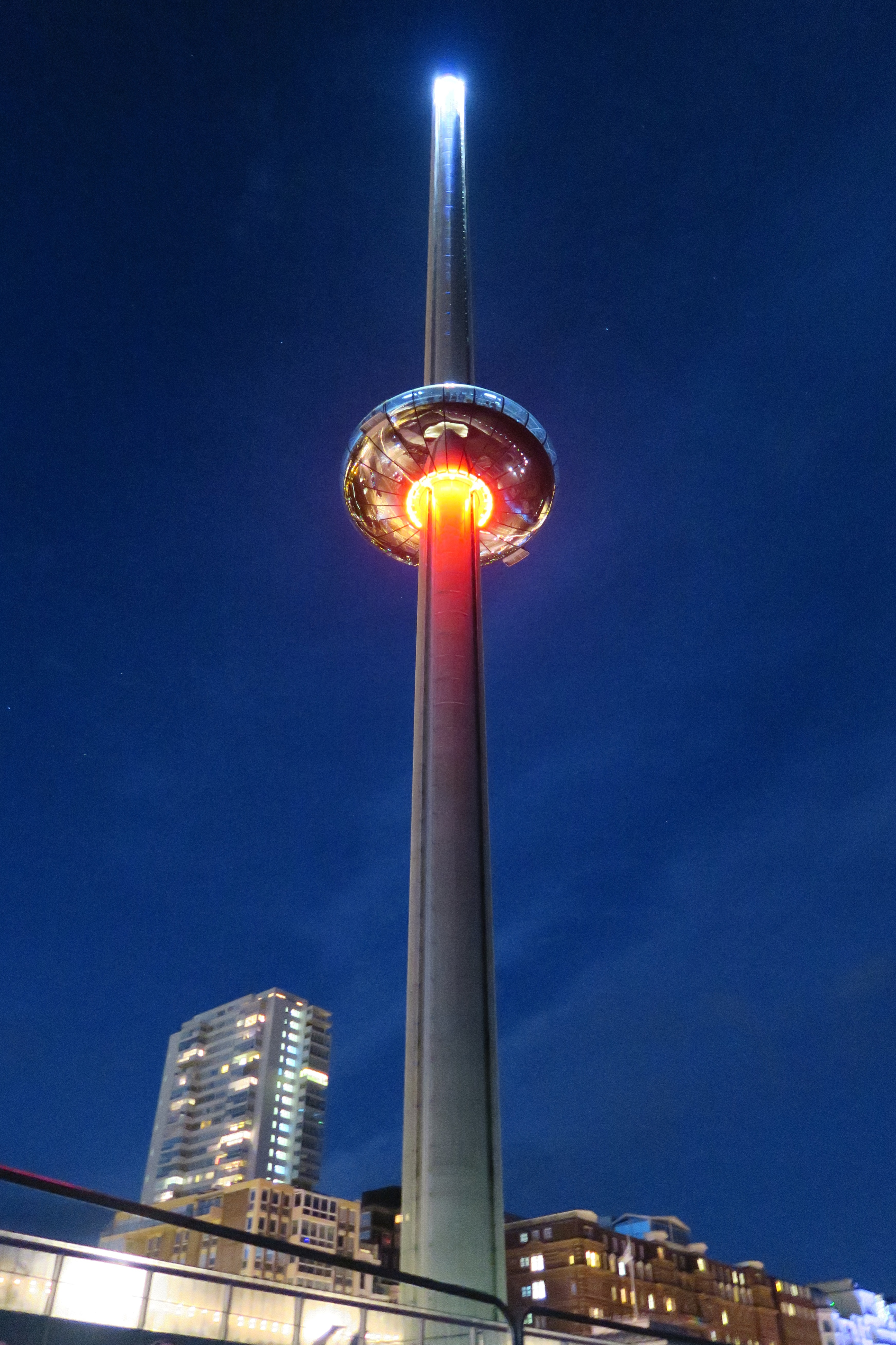
i360 Aussichtsturm Brighton

Roberts ist bekannt als Ingenieur des 2016 eröffneten, 173 Meter hohen Aussichtsturms British Airways i360 in Brighton. 1995 erhielt er einen Preis für die Achterbahn Big One am Blackpool Pleasure Beach. Allott & Lomax hatten damals keine Erfahrung mit Achterbahnen oder Vergnügungsparks, bauten danach aber viele weitere (gleich zu Anfang zur selben Zeit wie in Blackpool in Alton Towers) wie eine in Europa neue Rekorde aufstellende Achterbahn aus Holz in TusenFryd, Norwegen. Roberts war auch an der Realisierung des preisgekrönten London Eye (2001) beteiligt. Sowohl beim i360 als auch beim London Eye waren Marks Barfield (David Marks und Julia Barfield) die Architekten. John Roberts bot sich dem Architekten David Marks als Vergnügungspark-Spezialist an, nachdem er vom Projekt des London Eye hörte. Anfangs war Arup als Ingenieurbüro engagiert, das aber ausschied, als die Baufirma Mitsubishi sich zurückzog. Pläne von Marks und Barfield, das London Eye in weiteren Städten zu vermarkten, scheiterten am hohen Preis, und so kam man auf die Idee einer kostengünstigeren Alternative in Form des Aussichtsturms i360. Roberts hält auch Anteile an der Betreibergesellschaft des i360 und ähnliche Projekte in anderen Orten sind geplant.
2005 erhielt Roberts die Goldmedaille der Institution of Structural Engineers, deren Präsident er 1999/2000 war.
Roberts war am Interim Report der Royal Academy of Engineering über die Notwendigkeit neuer Regularien nach dem Brand des Grenfell Tower in London beteiligt, der unter der Leitung von Judith Hackett erstellt wurde.